# BPzV
BPzV (czes. Bojové průzkumné vozidlo) – czechosłowacki bojowy wóz rozpoznawczy wprowadzony do uzbrojenia w połowie lat 80. XX wieku. Znajduje się także na uzbrojeniu Wojska Polskiego pod oznaczeniem BWR-1S.

## Historia
Na początku lat 80. pododdziały rozpoznawcze Czechosłowackiej Armii Ludowej były wyposażone w węgierskie opancerzone samochody rozpoznawcze FUG. Miały one czechosłowackie oznaczenie OT-65. Były to pojazdy wyposażone wyłącznie w optyczne przyrządy obserwacyjne i nie były już w stanie skutecznie rozpoznawać terenu przed jednostkami pancernymi i zmechanizowanymi.
Najprostszym rozwiązaniem byłoby przyjęcie do uzbrojenia radzieckiego bojowego wozu rozpoznawczego BRM-1. Jednak pojazd ten nie był dopuszczony do eksportu (pierwsze zgody wydano w drugiej połowie lat 80.). Dlatego w 1984 roku Sztab Generalny CzAL wydał polecenie rozpoczęcia projektowania czechosłowackiego bwr opartego na konstrukcji bojowego wozu piechoty BMP-1 produkowanego w Czechosłowacji od 1971 roku.
Projekt nowego wozu bojowego powstał w instytucie naukowo-badawczym VU-010 Doksy i Konštrukta Trenczyn. Prace badawcze miały kryptonim Svatawa. W 1986 roku rozpoczęto testy prototypu. W 1987 po przejściu prób wojskowych nowy pojazd został przyjęty do uzbrojenia CzAL pod oznaczeniem BPzV (Bojové Průzkumné Vozidlo).
BPzV jest pod względem konstrukcyjnym bardzo zbliżony do BMP-1. Podstawową różnicą jest umieszczenie na wieży uchwytów dla stacji radiolokacyjnej obserwacji pola walki PSNR-5K i nocnego przyrządu obserwacyjnego NNP-21. Oba te urządzenia mogą być zdemontowane i przewożone wewnątrz pojazdu, lub po zamontowaniu na trójnogach używane poza pojazdem.
Dowódca podobnie jak w BMP-1 zajmuje miejsce za kierowcą. Posiada on dzienno-nocny przyrząd obserwacyjny TKN-3B. Przed włazem dowódcy w specjalnej klatce ze stalowych rurek znajduje się reflektor podczerwieni OU-3GA2 oraz umieszczony w obudowie z blach pancernych czechosłowacki dalmierz laserowy. Osie optyczne reflektora, dalmierza i TKN-3B są równoległe co umożliwia pomiar odległości do obserwowanych przy pomocy TKN-3B celów.
Zainstalowanie nowego wyposażenia spowodowało zwiększenie masy wozu w stosunku do BWP-1. Dlatego zmodernizowano układ jezdny dodając hydrauliczne amortyzatory przy wahaczach drugiej pary kół nośnych. Powiększono także osłony hydrodynamiczne górnych gałęzi gąsienic. Oba te rozwiązania są analogiczne do zastosowanych w BMP-2
Seryjne BPzV weszły do uzbrojenia Czechosłowackiej Armii Ludowej pod koniec lat 80. Po podziale w 1992 roku Czechosłowacji na Czechy i Słowację wszystkie BPzV przypadły Armii Czeskiej. W tym samym roku zakończono produkcję tego wozu (według niektórych źródeł produkcję zakończono w 1993 roku). Czeskie wozy (120 lub 129 egzemplarzy) służą w batalionach rozpoznawczych brygad zmechanizowanych i brygady szybkiego reagowania. W latach 90. miały je zastąpić opracowane w ramach programu Vyšehrad BWR-y na podwoziu BMP-2, ale realizację tego programu przerwano po wybudowaniu w 1990 roku prototypu.
Na początku lat 90. Wojsko Polskie zakupiło 16 bwr BPzV. Otrzymały one oznaczenie BWR-1S (Bojowy Wóz Rozpoznawczy - 1 Svatawa). Zakupione wozy przydzielono m.in. 18. batalionowi rozpoznawczemu 16. Pomorskiej Dywizji Zmechanizowanej z Elbląga i 2. pułkowi rozpoznawczemu z Hrubieszowa. Oprócz tego w Polsce służą radzieckie BRM-1K pod oznaczeniem BWR-1D.
W 2017 roku zlecono remont połączony z kompleksową modernizacją wyposażenia 2 polskich BWR-1S, według wzoru opracowanego przez Wojskowe Zakłady Motoryzacyjne wraz z Wojskowymi Zakładami Łączności Nr 2. Modernizacja doprowadza pojazdy do wymogów współczesnego pola walki i obejmuje m.in. wymianę stacji radiolokacyjnej na amerykańską Hawk (V)2E, wymianę dalmierza laserowego na głowicę optoelektroniczną ZIG-T-2R firmy Etronika, wyposażoną w termowizor, dwie kamery TV i dalmierz laserowy, a także wymianę radiostacji, telefonu wewnętrznego, systemu nawigacji, przyrządów obserwacyjnych i dodanie systemu samoosłony SSP-1N Obra-3. Prototyp zmodernizowanego pojazdu został zaprezentowany jeszcze na salonie MSPO w 2017 roku. W 2021 roku zlecono modernizację dalszych łącznie 18 wozów BWR-1S i BWR-1D.

## Opis

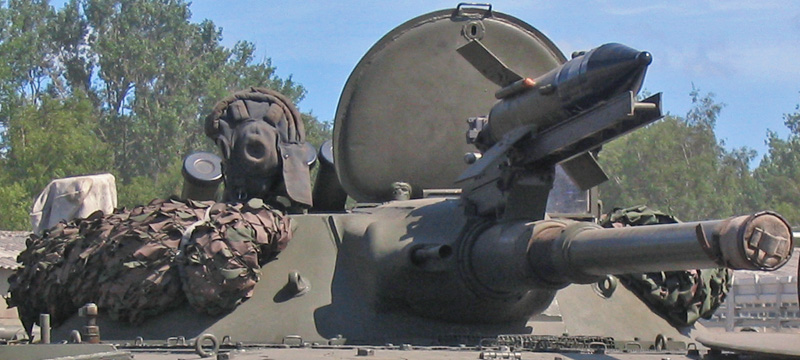
Wieżyczka BPzV-1

BPzV jest pływającym opancerzonym, gąsienicowym wozem bojowym, wyposażonym w specjalistyczne środki przeznaczone do prowadzenia rozpoznania.
Załogę BPzV tworzy dowódca, działonowy-operator, kierowca, zwiadowca-operator aparatury nawigacyjnej, zwiadowca-operator stacji radiolokacyjnej i zwiadowca-łącznościowiec. Kierowca i dowódca zajmują miejsce w przedziale kierowania (jeden za drugim), działonowy-operator w wieży, a zwiadowcy w tylnej części pojazdu.
Kadłub BPzV tworzy sztywną skrzynię zespawaną ze stalowych blach o grubości 6–19 mm. Część przednią tworzą dwie pochylone płyty pancerne odporne na ostrzał pociskami kalibru 12,7 mm. Boczne płyty pancerza chronią przed ostrzałem pociskami kalibru 7,62 mm i odłamkami.
W przedniej części kadłuba znajdują się przedziały kierowania i napędowy z silnikiem UTD-20. W środkowej przedział bojowy z wieżą, a w tylnej przedział desantu.
W przedziale napędowym umieszczony jest silnik i układ przeniesienia mocy. Napęd PBzV stanowi 6-cylindrowy, czterosuwowy, wysokoprężny, niedoładowany, chłodzony cieczą silnik UTD-20. Jest on zbudowany w układzie V i ma pojemność 15 800 cm³. Moc przy 2600 obr./min wynosi 300 KM. Moc z silnika na koła napędowe jest przenoszona przy pomocy sterowanego mechanicznie i hydraulicznie mechanicznego układu przeniesienia mocy. Mechanizm przenoszenia mocy umożliwia ruch wozu do tyłu, hamowanie oraz skręcanie. Skrzynia biegów pięciobiegowa (pięć biegów do przodu + wsteczny). Łączny zapas paliwa wynosi 645 dm³.
BPzV posiada zawieszenie niezależne na wałkach skrętnych. Każde z 12 kół jezdnych jest połączone za pomocą wahacza z wałkiem skrętnym. Wahacze pierwszej, drugiej i ostatniej pary kół nośnych są dodatkowo zamocowane do teleskopowych amortyzatorów hydraulicznych dwustronnego działania. Napęd z silnika jest przekazywany na znajdujące się w przedniej części pojazdu koła napędowe. Z tyłu pojazdu znajdują się koła napinające. Pojazd posiada dwie gąsienice, każda składa się z 84 ogniw.
W przedziale kierowania stanowiska mają kierowca i dowódca. Kierowca obserwuje teren przed wozem za pomocą czterech peryskopów TNPO-170A umieszczonych wokół włazu i zapewniających obserwację w sektorze 197°. Środkowy peryskop może być zamieniony na peryskop podnoszony TNPO-350B zapewniający obserwację przy podniesionym falochronie, lub peryskop nocny TWNE-1PA (lub TWNO-2) o polu widzenia 35° zapewniający obserwację na odległość 60–100 m. Użycie peryskopu nocnego wymaga oświetlenia terenu przed BWR reflektorem podczerwieni PG-125.

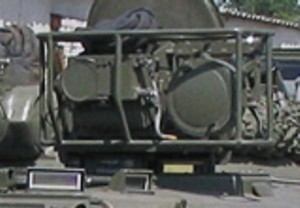
Reflektor podczerwieni i dalmierz dowódcy

Dowódca dysponuje typowym dla BMP-1 przyrządem obserwacyjnym TKN-3B oraz dwoma peryskopami TNPO-170A. Tor nocny przyrządu TKN-3B wymaga podświetlania obserwowanych obiektów reflektorem podczerwieni. BPzV posiada typowy reflektor OU-3GA2 uzupełniony o zamocowany po lewej stronie czechosłowacki dalmierz laserowy. Dalmierz jest połączony z TKN-3B cięgłem dzięki czemu osie optyczne wszystkich przyrządów są równoległe. Dalmierz umożliwia pomiar odległości do 5 000 m, z dokładnością do 10 m.
W środkowej części pojazdu znajduje się przedział bojowy z wieżą obrotową. Wieża pancerna ma kształt stożka ściętego. W wieży znajduje się zasadnicze uzbrojenie wozu: 73-mm armata 2A28 Grom i sprzężony z nią karabin maszynowy PKT. Nad lufą armaty znajduje się wyrzutnia 9S415 pocisków 9M14M Malutka. Uzbrojenie nie jest stabilizowane. Z tyłu wieży zamocowany jest blok sześciu wyrzutni granatów dymnych 902W Tucza.
Armata 2A28 jest ładowana przy pomocy automatu ładowania. Zapas amunicji to 76 naboi (40 w karuzeli automatu, pozostałe 36 w przedziale desantowym). Stosowane są naboje PG-15W (przeciwpancerne) i OG-15W (odłamkowe). Zapas amunicji do km PKT wynosi 3500 sztuk. Dodatkowo w wozie przewożone jest 7 ppk 9M14 Malutka. Wozy czeskie są poza tym uzbrojone w cztery jednorazowe granatniki przeciwpancerne RPG-75
Do celowania służy działonowemu dzienno-nocny celownik 1PN22M2, a obserwację poza polem widzenia celownika zapewniają peryskopy TNPO-170A.
Na zewnątrz wieży znajdują się uchwyty umożliwiające zamocowanie radiolokatora obserwacji pola walki PSNR-5K i pasywnego, nocnego przyrządu obserwacyjnego NNP-21. Radiolokacyjna stacja obserwacji pola walki PSNR-5K (1RL-133-I) umożliwia obserwację pojazdów o prędkości 2–110 km/h z odległości do 15 km i grup żołnierzy z odległości do 6 km. Nocny przyrząd obserwacyjny NNP-21 umożliwia obserwacje na odległość do 1000 m przy oświetleniu 3-5 x 10−3 luksów, a także pomiar współrzędnych kątowych, azymutu i szacunkowy pomiar odległości (na podstawie rozmiaru celu).
W przedziale tylnym miejsca zajmują zwiadowca-operator aparatury nawigacyjnej, zwiadowca-operator stacji radiolokacyjnej i zwiadowca-łącznościowiec. Mogą oni obserwować teren z tyłu i boków wozu przy pomocy sześciu peryskopów TNPO-170A zamocowanych w stropie przedziału (dwa przy stanowisku każdego zwiadowcy). Ponadto po jednym peryskopie tego samego typu umieszczono w każdych drzwiach. W razie potrzeby mogą oni prowadzić ogień z broni osobistej przez otwory strzeleckie (po jednym w każdej burcie i w lewych drzwiach).
Zwiadowca-operator aparatury nawigacyjnej obsługuje aparaturę nawigacyjną TNA-3 systemu Kwadrat-1. Jego stanowisko w lewej przedniej części przedziału desantowego. Za nim swoje stanowisko ma operator radaru PSNR-5K. Po prawej stronie znajduje się stanowisko łącznościowca obsługującego radiostacje R-130MT (lub R-134) i R-123M (lub R-173)
Radiostacja krótkofalowa R-130MT posiada zasięg maksymalny podczas ruchu pojazdu 50 km. W czasie postoju dzięki rozstawieniu teleskopowego masztu zasięg można zwiększyć do 350 km. R-123M jest standardowym środkiem łączności pomiędzy pojazdami pancernymi i ma zasięg 20–40 km.
W skład wyposażenia rozpoznawczego wchodzą także urządzenia przenośne przewożone wewnątrz wozu. Są to między innymi radiotechniczne urządzenie rozpoznania środków radiolokacyjnych ERRS-1 lub czeskie MRP-4/4M, lornetka termowizyjna, wykrywacz min W4P, przyrząd rozpoznania skażeń chemicznych CHP-71 (lub nowy CH-90), przyrząd rozpoznania skażeń promieniotwórczych IT-65A (lub nowy DP-86).